# Villa Isolde (Bad Reichenhall)
Die Villa Isolde ist ein Bauwerk in Bad Reichenhall.
Die Villa steht unter Denkmalschutz und ist seit Anfang 2024 unter der Nummer D-1-72-114-343 in die Bayerische Denkmalliste eingetragen.

## Geschichte
Die Villa Isolde ist eine ehemalige Kurpension, die zur Blütezeit des Kurbetriebs in Bad Reichenhall im ausgehenden 19. Jahrhundert entstand. Insbesondere um die Jahrhundertwende entstanden zahlreiche ähnliche Gebäude in diesem Bereich der Stadt und im Ensemble Kurviertel, die teilweise noch erhalten sind. Die meisten wurden als Kurpensionen und Hotels genutzt, um dem großen Andrang der Kurgäste der Stadt gerecht zu werden. Besser betuchte Gäste – darunter auch Teile des deutschen, österreichischen oder russischen Hochadels – bevorzugten die exklusiven Häuser wie die Grandhotels Axelmannstein oder Burkert direkt am Kurgarten. Die weniger solventen Gäste wichen dann auf die kleineren Hotels und Pensionen wie die Villa Isolde aus, die etwas weiter vom Stadtzentrum entfernt lagen.
Anfang 2024 wurde die Villa Isolde schließlich in die Bayerische Denkmalliste aufgenommen, vom Haupt- und vom Tourismusausschuss der Stadt gab es in dieser Sache keine Einwände. Das Landesdenkmalamt begründete seine Entscheidung mit der Tatsache, dass die Villa Isolde einen anschaulich erhaltenen Vertreter der Bauaufgabe der Kurpensionen – in offener Bauweise errichtet, von Hausgärten umschlossen und mit Risaliten, Erkern und Veranden – darstellt. Diese Pensionen der Gründerzeit und der Jahrhundertwende dokumentieren die Blütezeit der Stadt als Weltbad. Mit der Formensprache, den schmiedeeisernen Balkonen und den zahlreich erhaltenen Bauelementen zeigt die Villa Isolde anschaulich die Ansprüche des gehobenen Bürgertums dieser Zeit, weshalb dem Objekt ein hohes Maß an künstlerischer Bedeutung zukommt.

## Beschreibung
Die Villa Isolde ist ein zweigeschossiger Bau über hohem Sockelgeschoss mit einem Mansardwalmdach. Das Gebäude hat schmiedeeiserne Balkone, Putzgliederung und seitlichen Risalit mit Schweifgiebel. Das Gebäude wurde 1899 nach Plänen des Baumeisters Anton Stramer in barockisierend-historistischer Formensprache errichtet.

## Lage
Die Villa Isolde befindet sich in der Friedrich-Ebert-Allee in Bad Reichenhall, direkt am Rupertuspark. In unmittelbarer Nähe befinden sich weitere Villen und Kurpensionen aus der Zeit um die Jahrhundertwende, die Gebäude Friedrich-Ebert-Allee 6 (Villa Carola) und 12 (Villa Rupertus) sind ebenfalls in die Bayerische Denkmalliste eingetragen.